# Poggese X Ray One
L'Associazione Calcio Dilettantistica Poggese X Ray One, meglio nota come Poggese, è una società calcistica con sede nel comune di Poggio Rusco, in provincia di Mantova. Milita nel campionato di Eccellenza, quinto livello del calcio italiano.

## Storia
Fondata nel 1915 con il nome di Unione Sportiva Poggese, ha preso parte perlopiù a campionati regionali.
Tra gli anni 1940 e gli anni 1950 la società disputò il massimo campionato regionale per un totale di otto annate, ma è nella stagione 1950-1951 che ottenne il primo riconoscimento ufficiale aggiudicandosi il titolo di Campione Emiliano di Prima Divisione, rinunciando però al salto di categoria.
Per tornare a parlare del massimo campionato regionale la Poggese dovrà attendere sino al 1981-1982. In generale il decennio degli anni 1980 risultò molto prolifico sotto l’aspetto sportivo, con ben otto partecipazioni in questo torneo.
Ma è a cavallo tra gli anni 1990 e i 2000 che la società raggiunse il suo apice dal punto di vista sportivo: con tre promozioni ottenute in altrettante annate, I Biancazzurri passarono dalla Promozione alla Serie C2 nel 2001-2002.
Risalgono alla stessa stagione i tre storici derby con il Mantova: il 12 agosto 2001, in occasione della 2ª giornata della Fase eliminatoria a gironi di Coppa Italia Serie C, allo stadio Danilo Martelli di Mantova l'incontro terminò in parità sul punteggio di 2-2; il 28 ottobre 2001, in occasione della 9ª giornata di campionato, allo stadio Comunale di Poggio Rusco la partita terminò in pareggio sul punteggio di 0-0; il 3 marzo 2002 allo stadio Danilo Martelli di Mantova, in occasione della 9ª giornata di campionato, il match si concluse con una vittoria per 4-0 per la compagine di casa. La stagione dei poggesi terminerà con la retrocessione in Serie D.

La figurina della Poggese sull'album Calciatori Panini 2001-2002, unica stagione tra i professionisti.

Nelle due stagioni successive la società disputò altrettanti campionati di Serie D con alterne fortune: dopo aver ottenuto nel 2002-2003 il ripescaggio per completamento di organico, nella stagione 2003-2004 fu retrocessa in Eccellenza.
Negli anni a venire la società tornò a disputare esclusivamente campionati regionali. Nel maggio 2009, dopo l'esclusione dal campionato di Prima Categoria, il sodalizio venne dichiarato fallito. In seguito, la nuova società Associazione Calcio Dilettantistica Poggese, affiliata presso il Comitato Regionale Lombardia, ripartirà dal campionato di Terza Categoria.
Dalla stagione 2011-2012 la società adotta l’attuale denominazione: Associazione Calcio Dilettantistica Poggese X Ray One. Dalla stagione 2022/2023 il club conquista tre promozioni consecutive, partendo dalla Seconda Categoria e tornando in Eccellenza dopo più di vent'anni.
La società, oltre alla prima squadra, è dotata anche del settore giovanile e della squadra di calcio femminile.

## Colori e simboli
I colori sociali della Poggese sono storicamente il bianco e l'azzurro. Il simbolo della società è la Torre Falconiera di Poggio Rusco.

## Palmarès

### Competizioni nazionali
- Serie D: 1

2000-2001 (girone D)

### Competizioni regionali
- Prima Divisione: 2

1947-1948 (girone E), 1950-1951 (girone E)
- Promozione: 1

1998-1999 (girone B)
- Eccellenza: 1

1999-2000 (girone A)
- Seconda Categoria: 1

2015-2016 (girone O)
- Coppa Italia Dilettanti Emilia-Romagna: 1

1999-2000

## Statistiche e record

### Partecipazione ai campionati

#### Nazionali
| Livello | Categoria | Partecipazioni | Debutto   | Ultima stagione | Totale |
| ------- | --------- | -------------- | --------- | --------------- | ------ |
| 4º      | Serie C2  | 1              | 2001-2002 | 2001-2002       | 1      |
| 5º      | Serie D   | 3              | 2000-2001 | 2003-2004       | 3      |

#### Regionali
| Livello | Categoria       | Partecipazioni | Debutto   | Ultima stagione | Totale |
| ------- | --------------- | -------------- | --------- | --------------- | ------ |
| 1º      | Prima Divisione | 6              | 1946-1947 | 1951-1952       | 19     |
| 1º      | Promozione      | 10             | 1952-1953 | 1989-1990       | 19     |
| 1º      | Eccellenza      | 3              | 1999-2000 | 2025-2026       | 19     |
| 2º      | Promozione      | 6              | 1996-1997 | 2024-2025       | 6      |

### Partecipazione alle coppe nazionali
| Competizione            | Partecipazioni | Debutto   | Ultima stagione | Totale |
| ----------------------- | -------------- | --------- | --------------- | ------ |
| Coppa Italia Serie C    | 1              | 2001-2002 | 2001-2002       | 1      |
| Coppa Italia Serie D    | 3              | 2000-2001 | 2003-2004       | 3      |
| Coppa Italia Dilettanti | 1              | 1999-2000 | 1999-2000       | 1      |